# 데이비드 리스 스넬

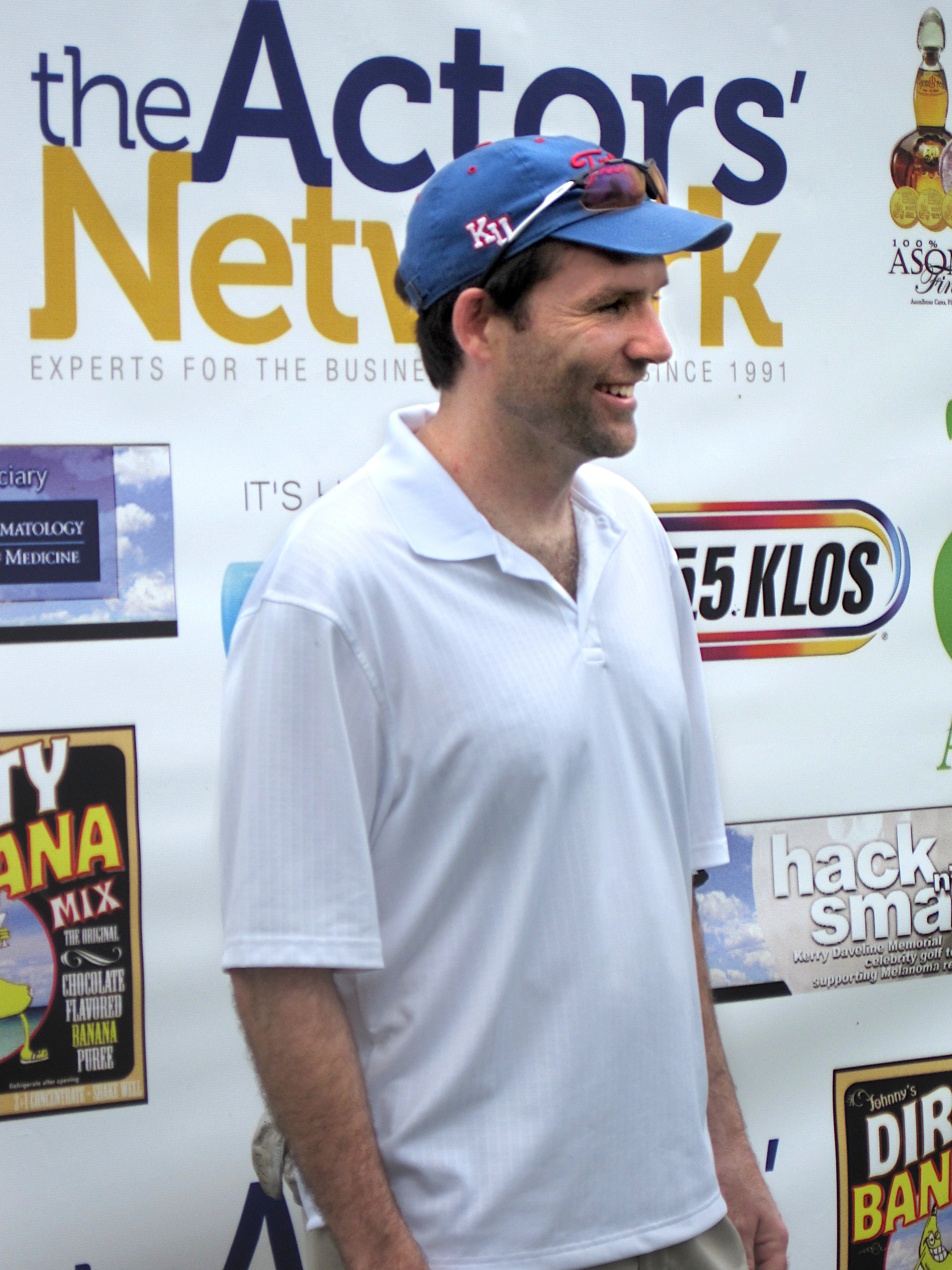

데이비드 리스 스넬(David Rees Snell, 1966년 8월 20일 ~ )은 미국의 배우, 영화배우, 텔레비전 배우이다.
위치토에서 태어났다.

## 영화
- 더 치팅 팩트  (2013년)
- 더 비콘 (2009년)
- 엑시트 스피드 (2008년)